# Le Ruisseau de Ripasottile
Pour plus de détails, voir Fiche technique et Distribution.
Le Ruisseau de Ripasottile (Il ruscello di Ripasottile) est un court métrage italien réalisé par Roberto Rossellini et sorti en 1941.

## Synopsis
En amont du ruisseau du Ripasottile, les œufs de plusieurs truites éclosent. La nouvelle se répand parmi les animaux de la rivière et de la forêt. Mais lorsque les brochets l'apprennent à leur tour, ils décident de remonter la rivière pour les dévorer. C'est alors que tous les animaux de la région s'unissent pour les arrêter.

## Fiche technique
- Titre français : Le Ruisseau de Ripasottile[1],[2]
- Titre original italien : Il ruscello di Ripasottile[3]
- Réalisation : Roberto Rossellini
- Scénario : Roberto Rossellini
- Photographie : Rodolfo Lombardi (it)
- Musique : Umberto Mancini
- Production : Rodolfo Lombardi
- Société de production : ACI - Alleanza Cinematografica Italiana
- Pays de production :  Royaume d'Italie
- Langue originale : italien
- Format : Noir et blanc - Son mono
- Durée : 10 minutes
- Dates de sortie :
  - Royaume d'Italie : 4 mai 1941
  - France : mai 2010 (Festival de Cannes 2010)[2]

## Production
Le film, que l'on croyait initialement perdu, a été retrouvé partiellement (228 mètres sur 314) et accidentellement dans un cinéma abandonné à Palmi, en Calabre,.